# Botryobasidium obtusisporum
Botryobasidium obtusisporum ist eine Ständerpilzart aus der Familie der Traubenbasidienverwandten (Botryobasidiaceae). Sie bildet resupinate, spinnwebartige Fruchtkörper aus, die meist auf Totholz von Nadelbäumen und Laubbäumen wachsen. Das Verbreitungsgebiet von Botryobasidium obtusisporum umfasst Zentral-, Nord- und Osteuropa bis an den Kaukasus. Eine Anamorphe der Art ist bislang nicht bekannt.

## Merkmale

### Makroskopische Merkmale
Botryobasidium obtusisporum besitzt frisch hell sandfarbene, trocken hell ockerfarbene, gespinstartige und dünne Fruchtkörper, die resupinat (also vollständig anliegend) auf ihrem Substrat wachsen und unter der Lupe leicht netzartig erscheinen.

### Mikroskopische Merkmale
Wie bei allen Traubenbasidien ist die Hyphenstruktur von Botryobasidium obtusisporum monomitisch, besteht also ausschließlich aus generativen Hyphen, die sich rechtwinklig verzweigen. Die Basalhyphen sind hyalin, dickwandig, meist 7–11 µm breit und nicht inkrustiert. Die 4–6 µm dicken Subhymenialhyphen sind hyalin, stark verzweigt und dünnwandig. Alle Hyphen sind einfach septiert. Die Art verfügt weder über Zystiden noch über Schnallen. Die vier- bis sechssporigen Basidien der Art wachsen in Nestern, werden 16–12–16 × 8–9 µm groß, sind jung rundlich und reich fassähnlich geformt und an der Basis einfach septiert. Die Sporen sind schief eiförmig und meist 12–16 × 8–9 µm groß. Sie sind glatt, hyalin und dünnwandig.

## Verbreitung
Die bekannte Verbreitung von Botryobasidium obtusisporum umfasst Eurasien und Australien.

## Ökologie
Botryobasidium obtusisporum ist ein Saprobiont, der Totholz besiedelt. Dabei handelt es sich sowohl um morsches Holz von Bedecktsamern als auch von Koniferen. Substrate sind unter anderem Eukalypten (Eucalyptus spp.), Fichten (Picea spp.) und Kiefern (Pinus spp.).